# テンパリング

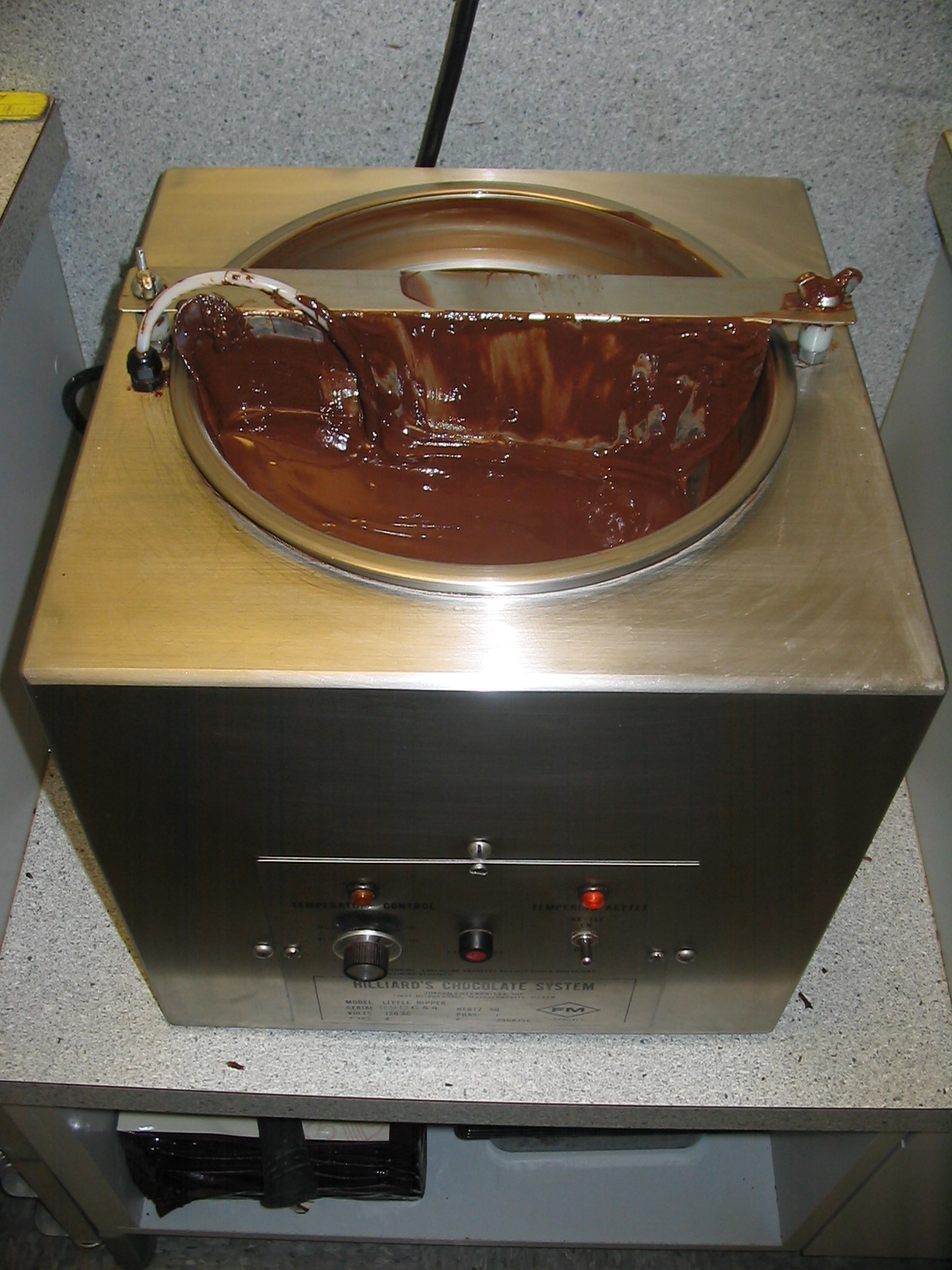
テンパリングマシン

テンパリング（英: tempering）とは
1. 焼戻しのこと。
2. 1から転じて、チョコレートを溶かして固める作業における温度調整のカタカナ語。こちらは「調温」とも呼ぶ。本項ではこちらについて記述する。
3. 香辛料を低温の油で熱して香りを立たせる調理法。テンパリング (スパイス)（英語版）。

## 概要
チョコレートの原料であるカカオバターは、高温からそのまま冷やしても、カカオの脂肪が緩く不安定な結晶構造を取ってしまう。このようなチョコレートは口当たりや見た目が悪くなってしまう。なめらかな口当たりと艶やかな見かけをもつ、高い品質のチョコレートを作るためには、チョコレートの温度を不安定な結晶の融点より上の温度に調整し、安定した結晶構造を充分に形成させてから冷やす必要がある。その作業をテンパリングと呼ぶ。
テンパリングには、温度計とチョコレートをゆっくりと加熱できる熱源が必要になる。一般には湯煎で行われるが、専用の装置も存在する。テンパリングには安定した結晶を一から作る方法と、別に用意したテンパリング済みのチョコレートを核にする方法の2通りの方法がある。前者では、まずチョコレートを50°Cに温めて完全に溶かし40℃前後まで冷ます。次に固さが出るまで撹拌するか、大理石台などの冷たい台に垂らし、カードで広げたり集めたりしてすり混ぜ、ボールに戻す。その後、テンパリングに適した温度（調温範囲という）まで慎重に加熱し維持する。なお、チョコレートの種類によって調温範囲には違いがあり、乳脂肪が混ざるほど調温範囲は低くなる。核を使う方法では、チョコレートを50°Cに温めて完全に溶かした後、35 - 38°Cまで冷まし、安定した結晶の核となる刻んだテンパリング済みのチョコレートを少し加え撹拌し、調温範囲を維持する。
テンパリングにかける時間は長すぎても短すぎても失敗につながり、撹拌の過不足も品質に影響が出る。テンパリング不足の場合は溶けやすく不安定になるが、テンパリングし過ぎると、きめが粗く艶のないチョコレートとなる。テンパリングの状態を確認するには、室温の皿やアルミホイルの上に取り出し薄く延ばしてやる。適切な状態なら数分で固まって見た目も均一で艶がある。テンパリングはチョコレートをコーティングや成形に使うための前作業であり、実際に使用するまで調温範囲の温度を維持しなければならない。